# Prospalta coptica
Prospalta coptica är en fjärilsart som beskrevs av Edward P. Wiltshire 1948. Prospalta coptica ingår i släktet Prospalta och familjen nattflyn. Inga underarter finns listade i Catalogue of Life.